# Anja Weber (Gewerkschafterin)

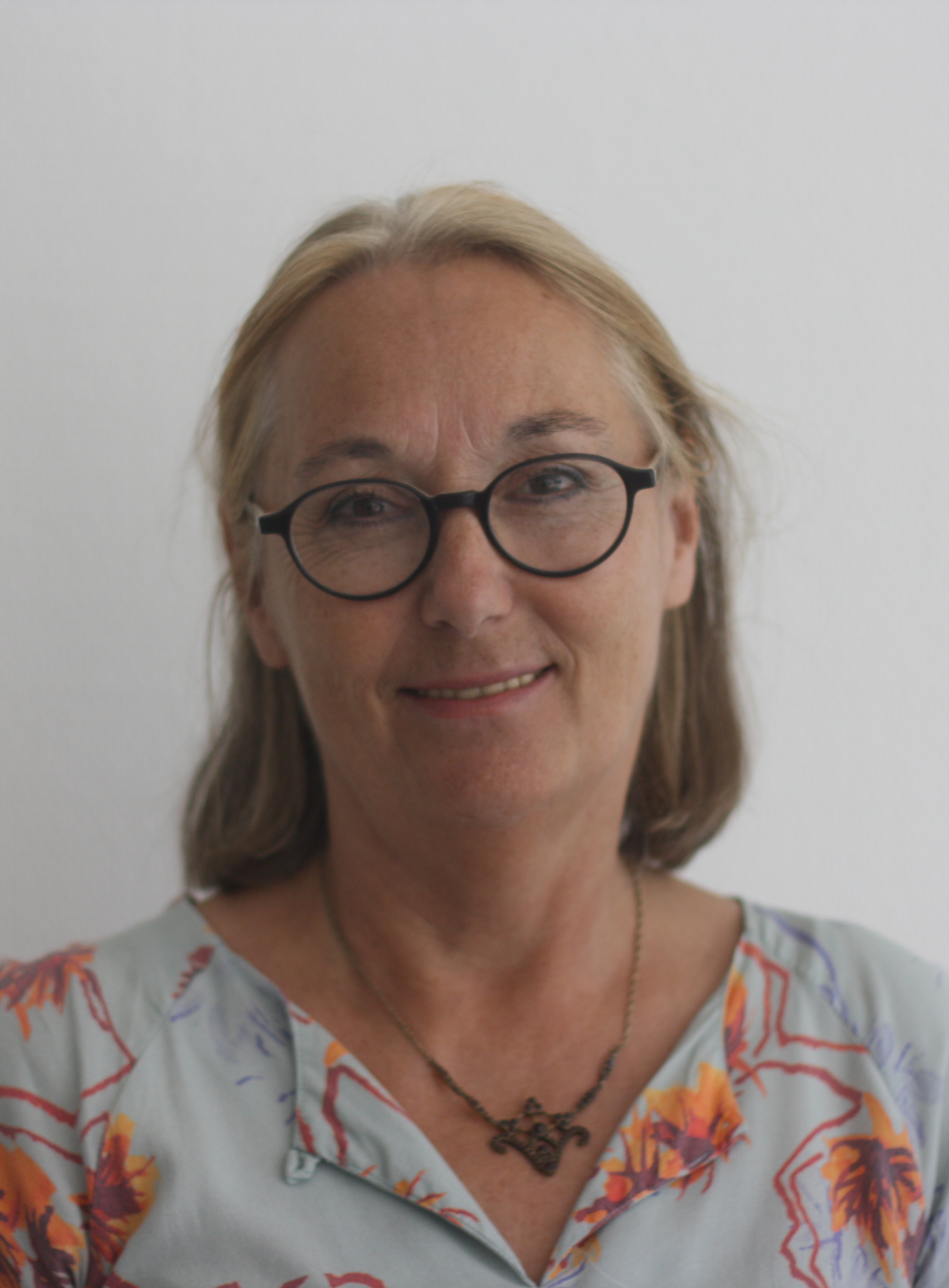
Anja Weber, 2024

Anja Weber (* 10. Januar 1961 in Dortmund) ist eine deutsche Gewerkschafterin. Die Diplom-Politologin ist seit Dezember 2017 Vorsitzende des DGB-Bezirks Nordrhein-Westfalen. Im Dezember 2021 wurde sie für vier Jahre wiedergewählt.

## Leben und Wirken
Anja Weber kam als Tochter eines Arztes und einer Hausfrau in Dortmund zur Welt, wo sie auch aufwuchs. Zum Studium zog sie nach Marburg, wo sie zunächst einige Semester Germanistik und Philosophie studierte, dann jedoch das Fach wechselte und schließlich ihren Abschluss in Politikwissenschaft, Soziologie, Europäischer Ethnologie und Volkswirtschaft machte. Sie war Mitglied des Sozialistischen Hochschulbundes und zeitweilig dessen Bundesvorsitzende; zudem war sie als Studentin bereits Gewerkschafterin, und zwar in der Gewerkschaft Erziehung und Wissenschaft.
Bereits während ihres Studiums war sie als Schreibkraft bei der Schultheiss-Brauerei in Berlin tätig, nach ihrem Studium begann sie dort eine Tätigkeit in der Kundenbetreuung und wurde in den Betriebsrat gewählt. Seit 1992 ist sie in der  Gewerkschaft Nahrung-Genuss-Gaststätten (NGG) aktiv, zunächst als Jugendsekretärin in Berlin. 1997 wurde sie Referatsleiterin in der NGG-Zentrale in Hamburg. 2002 wechselte sie nach Nordrhein-Westfalen. Von 2006 bis 2014 war sie Gewerkschaftssekretärin des Landesbezirks NRW der NGG. 2014 wurde sie von Ressortchef Guntram Schneider zur Landesschlichterin im nordrhein-westfälischen Ministerium für Arbeit, Gesundheit und Soziales berufen und war damit erste Frau in der siebzigjährigen Geschichte dieses Amtes. Sie bekleidete das Amt, bis sie im Dezember 2017 zur Vorsitzenden des DGB in Nordrhein-Westfalen gewählt wurde. Weber war unter anderem in Schlichtungen bei den Celenus Kliniken, Dura Automotive Systems und Kaiser’s Tengelmann involviert.
Am 8. Dezember 2017 wurde sie auf der DGB-Bezirkskonferenz NRW mit 98 % der Stimmen zur Vorsitzenden gewählt. Ihr Vorgänger Andreas Meyer-Lauber war aus Altersgründen nicht erneut angetreten. Weber ist die erste Frau an der Spitze des DGB-Bezirks NRW, der 2017 1,4 Millionen Mitglieder zählte, fast ein Viertel der Gesamtmitgliederzahl des DGB deutschlandweit. Im Dezember 2021 wurde sie für eine Mandatsdauer von vier Jahren wiedergewählt.
Anja Weber ist Mitglied der SPD. Auf Vorschlag der SPD-Landtagsfraktion in Nordrhein-Westfalen wurde sie im Jahr 2022 zum Mitglied der 17. Bundesversammlung gewählt.